# Homem de Tollund

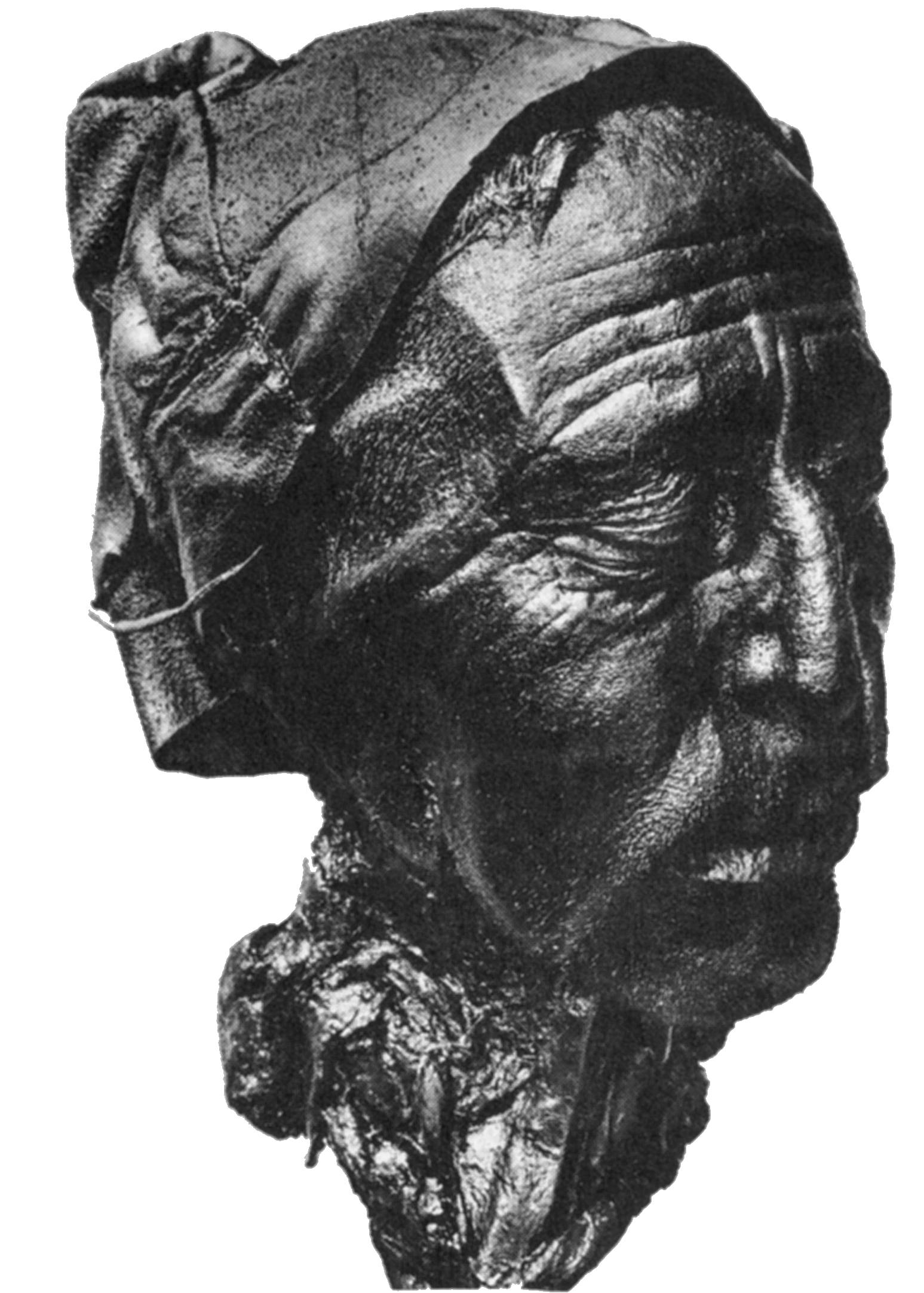
A cabeça preservada do Homem de Tollund.

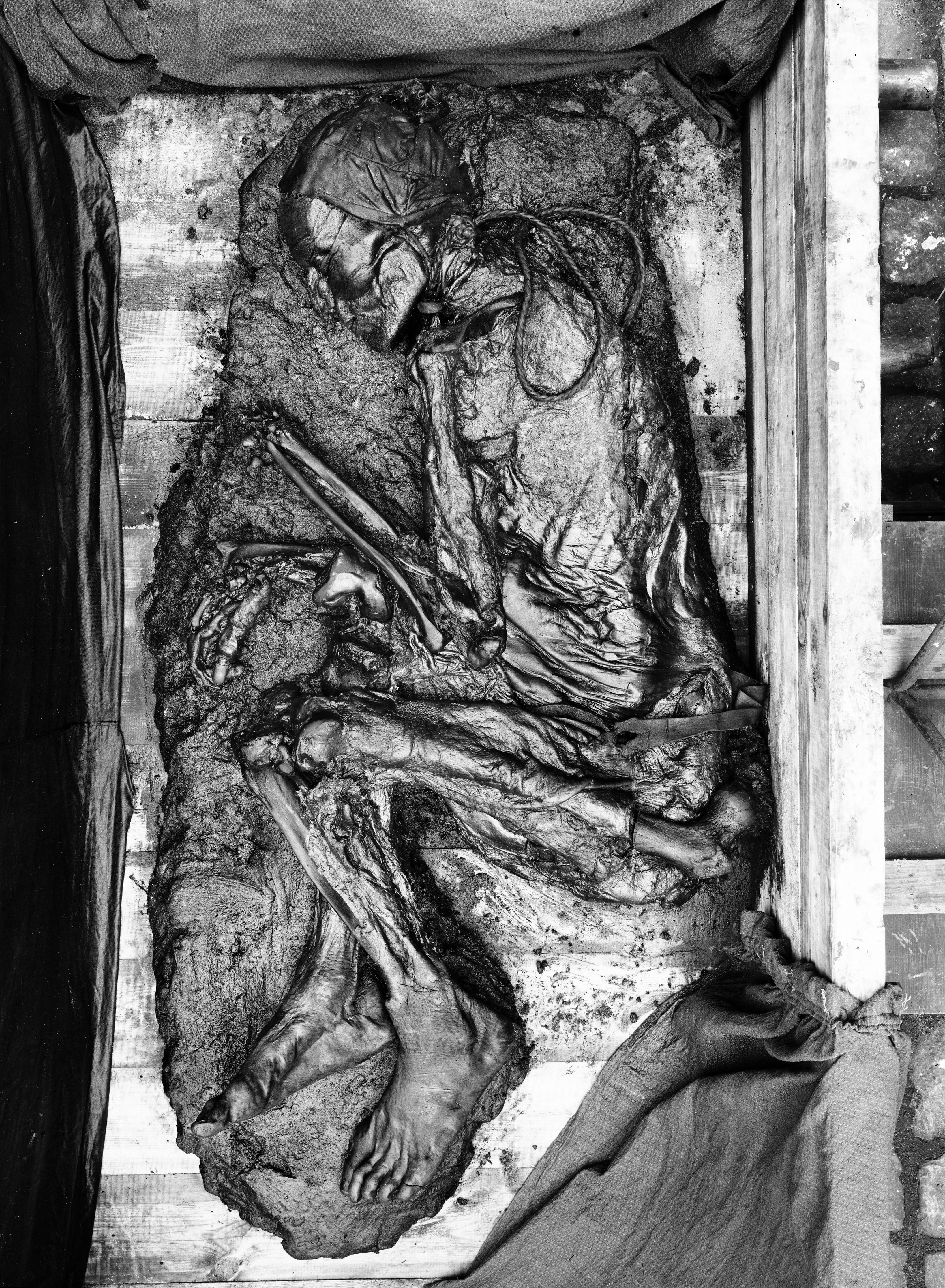
Os restos mortais do Homem de Tollund logo após sua descoberta em 1950.

Homem de Tollund (c. 445–420 a.C.) é cadáver de um homem naturalmente mumificado descoberto na Dinamarca em 6 de maio de 1950. O Homem de Tollund viveu no século IV a.C., período caracterizado pela idade do ferro pré-romana na Escandinávia, foi enforcado, provavelmente como uma forma de um sacrifício, e jogado no pântano, tendo consequentemente o seu corpo preservado devido à camada de musgos, ausência de oxigênio e ação de compostos antimicrobianos. Múmias com essas características já foram encontradas na Irlanda, Reino Unido, Alemanha, Holanda e principalmente na Dinamarca.
Devido às técnicas limitadas de preservação de material orgânico na época da descoberta do corpo, apenas a cabeça foi conservada, enquanto o restante do corpo deteriorou-se. Em 1987 uma réplica foi construída, estando atualmente exposta, juntamente com a cabeça original, no Museu de Silkeborg.